# De otra manera
A De otra manera ('Másképp') Wisin & Yandel harmadik stúdióalbuma. Az albumot 2002-ben adták ki a Lideres Entertainment Group kiadó alatt. Közreműködő előadó az albumon Alexis & Fido duója, Divino és Baby Ranks. Az album 75 000 példányban kelt el világszerte.

## Számlista
| #   | Cím                                             | Hossz |
| --- | ----------------------------------------------- | ----- |
| 1.  | La trova                                        | 2:33  |
| 2.  | Algo pasó                                       | 2:19  |
| 3.  | Salgo filateáu (featuring: Divino & Baby Ranks) | 2:59  |
| 4.  | Reggae rokeao                                   | 1:34  |
| 5.  | Hola                                            | 2:39  |
| 6.  | Abusadora (featuring: Fido                      | 2:12  |
| 7.  | ¿Por qué me peleas?                             | 2:28  |
| 8.  | Piden perreo (featuring: Alexis & Fido)         | 3:24  |
| 9.  | Compláceme                                      | 3:08  |
| 10. | No sé                                           | 2:25  |
| 11. | Tarzán                                          | 2:25  |
| 12. | La fanática                                     | 3:47  |
| 13. | Toma perreo                                     | 1:54  |
| 14. | Sedúceme (featuring: Alexis                     | 2:04  |
| 15. | De otra manera                                  | 3:46  |